# چارخوها
چارخوها (نام علمی: Tribonyx) یا سرده کوچک شامل دو موجود و یک گونه منقرض‌شده از پرندگان در خانواده یلوگان است که گاهی اوقات با چنگرهای نوک‌سرخ در سردۀ Gallinula ادغام می‌شود. گونه‌های موجود در استرالیا بومزاد هستند. گونه‌های توصیف‌شده عبارتند از:

## گونه‌ها
| تصویر | نام علمی      | نام رایج                               | پراکندگی                             |
| ----- | ------------- | -------------------------------------- | ------------------------------------ |
|       | چارخو دم‌سیاه  | T. ventralis ( گولد ، 1837)            | شمال غربی ویکتوریا، نیوزلند، تاسمانی |
|       | چارخو تاسمانی | T. mortierii Du Bus de Gisignies، 1840 | جزیره تاسمانی استرالیا               |

## سنگواره‌ها
- چارخوی هاجنز ، † T. hodgenorum Olson، 1986 (منقرض‌شده)